# Intifada

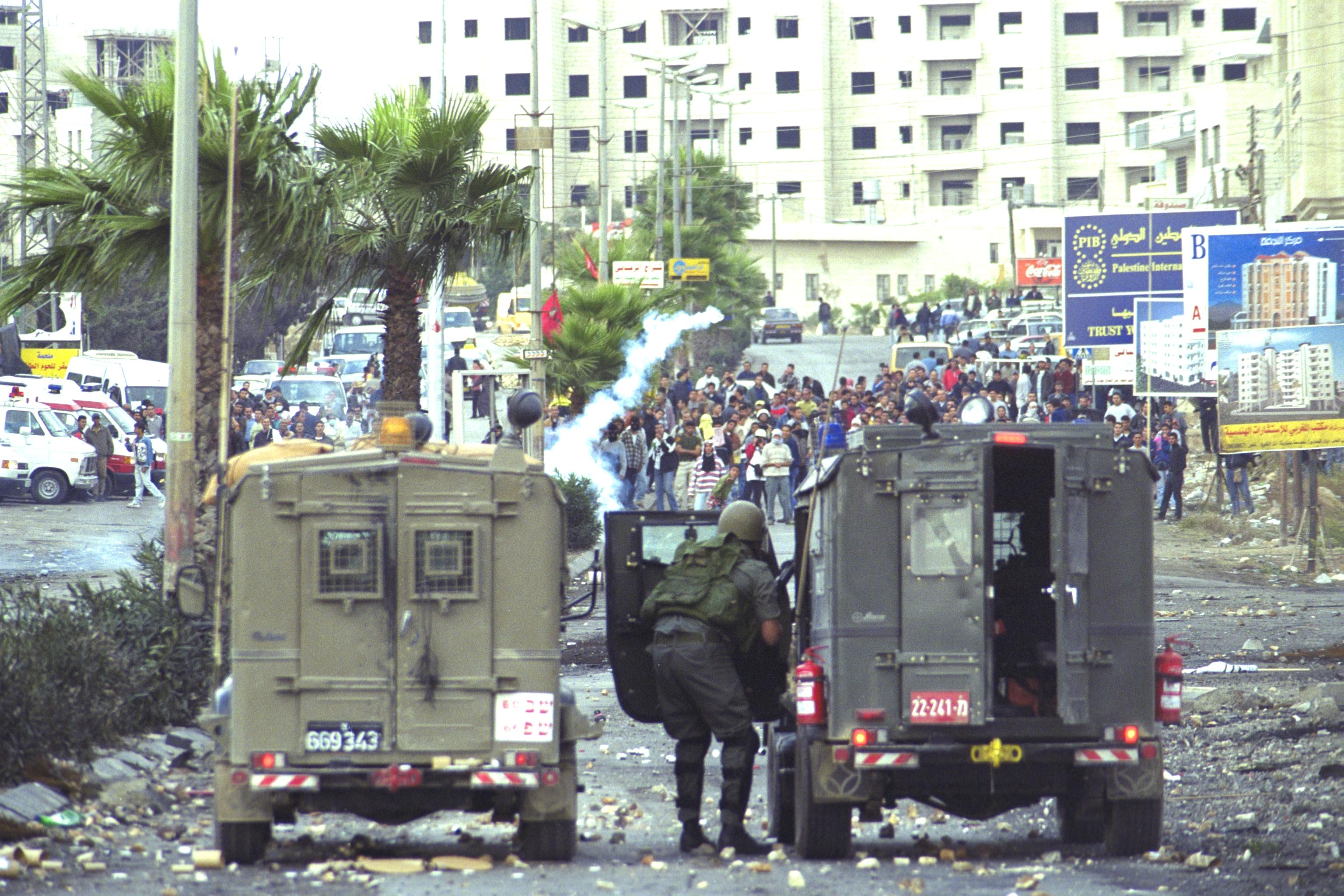
Affrontements entre Palestiniens et soldats israéliens à Ramallah, le 20 octobre 2000, au cours de la Seconde intifada.

Une intifada ([intifada], de l'arabe انتفاضة [intifaːdˁa] litt. « soulèvement ») désigne un soulèvement ou une révolte populaire.
Le terme est initialement utilisé pour désigner deux forts mouvements palestiniens de révolte populaire non-armée contre l'armée israélienne, aussi bien dans les territoires occupés et dans certaines zones dévolues à l'Autorité palestinienne (bande de Gaza et Cisjordanie).
Le terme a par la suite été employé au Liban et également en Irak, en Algérie, en Tunisie (lors de la révolution tunisienne de 2010-2011 notamment), au Sénégal,, en Guinée, au Sahara occidental (les camps de Gdeim Izik en 2010), ou au Maroc.
Le terme intifada a aussi été employé à partir de 2005, par des chercheurs tels qu'Andrew Hussey, pour qualifier des révoltes dans les banlieues en France faisant écho à la cause palestinienne ou au passé colonial français,,,.
Le mouvement de solidarité avec la Palestine sur les campus des universités américaines et européennes en 2024, se concrétisant sous forme d'occupation ou de campement, est qualifié d'Intifada étudiante,.

## La première et la seconde Intifada palestiniennes
Dans son contexte originel palestinien, elle désigne :
- La première intifada, appelée « Guerre des pierres »[14], qui a débuté le 9 décembre 1987 et a fini en 1993. Elle fut déclenchée dans la bande de Gaza, puis s'est étendue à la Cisjordanie.
- La seconde intifada palestinienne, également appelée « Intifada Al-Aqsa », commence le 29 septembre 2000, au lendemain de la visite d'Ariel Sharon sur l'esplanade des Mosquées à Jérusalem.

## L'intifada dans la culture et l'art

Le manchot Tux, mascotte de Linux, stylisé avec un keffieh et une fronde aux couleurs du drapeau palestinien

L'intifada est le plus souvent représentée visuellement par « l’image de jeunes hommes, au visage recouvert par un keffieh à carreaux et qui jettent une pierre au loin sur les soldats avant de se cacher ».
L'intifada a donné lieu à des déclinaisons culturelles telles que dans le théâtre palestinien et les graffitis,. Un théâtre dans le camp de réfugiés de Jénine est ainsi appelé le Théâtre des Pierres en référence aux enfants lanceurs de pierre de l'intifada. Toujours à Jénine, le Théâtre de la Liberté invente l'expression « intifada culturelle »  pour désigner la « résistance culturelle » .
Dans le monde littéraire, l’œuvre de Salman Rushdie a été qualifiée d'« intifada de l'imagination » par l'intellectuel américano-palestinien Edward Saïd. Et à son tour, l'œuvre d'Edward Saïd a été qualifiée, dans une monographie, d'« intifada de la culture »,.

## Internet
- L'intifada électronique désigne le militantisme pro-palestinien sur Internet. Ces groupes pro-palestiniens lancent des campagnes de piratages contre des sites web et des internautes.
- L'expression TikTok Intifada a été inventée pour désigner le buzz en faveur de la cause palestinienne sur la plateforme de réseau social de vidéos courtes, TikTok, à la suite de la campagne d'expulsion et de colonisation du quartier de Cheikh Jarrah à Jérusalem-Est en 2021[21].
- Electronic Intifada est un site web d'opinions anglophone en faveur de la cause palestinienne consacré à la colonisation illégale de la Palestine par Israël.

## Musique
- Intifada est la sixième chanson de l'album ¡¡Que corra la voz!! de Ska-P, sorti en 2002.

### Chansons en français faisant référence à l'Intifada
- Tout le monde y pense de Francis Cabrel, sortie sur l'album Sarbacane (1989)
- Marchand de cailloux de Renaud sur l'album éponyme (1991)
- Baïonnettes de Zebda sur l'album L'Arène des rumeurs (1992)
- Pousse au milieu des cactus ma rancœur par Akhenaton (1995)
- Mappe-monde par Svinkels (1999)
- 92 I de Lunatic, sur l'album Mauvais Œil (2000)
- Sales babtous d’négros de Guizmo (2001)
- Gemmes par Akhenaton (2001)
- On a Enfoncé Des Portes par Kool Shen (2004)
- Un Flingue Et Des Roses par Oxmo Puccino (2004)
- Rachid System par Rim'K (2004)
- Résistance par Loco Locass (2004)
- Premier sur le ghetto par Rohff (2005)
- A L'abordage par M.A.P (Ministère des Affaires Populaires) (2009)
- Avec le Cœur et la Raison par Kery James, sortie sur l'album Réel (2009)
- Le syndrome du petit Beur par Ridan (2012)
- Requiem pour un massacre par VII (2013)
- Perles d'Insta par Médine (2013)
- Le coup du patron par Dosseh (2014)
- Public Enemy par Youssoupha (2015)
- Bloody Mary par Dinos et Youssoupha (2018)
- JETLAG de Simony (2020)
- Dégradé par Freeze Corleone et ASHE 22 (2022)
- Le joueur de CORNEMUSE par Vîrus (2024)